# دوایت پاول
دوایت پاول (انگلیسی: Dwight Powell؛ زادهٔ ۲۰ ژوئیهٔ ۱۹۹۱) یک بازیکن بسکتبال اهل کانادا است.
از باشگاه‌هایی که در آن بازی کرده‌است می‌توان به بوستون سلتیکس اشاره کرد. وی هم‌اکنون عضو تیم دالاس ماوریکس است. همچنین پاول فارغ‌التحصیل
دانشگاه استنفورد و عضو کانادا تیم ملی نیز است.